# 3,5-Dijodotironin
3,5-Dijodotironin (3,5-T2) je aktivni tiroidni hormon iz klase jodotironina. Ovaj moleku sadrži dva atoma joda u pozicijama 3 i 5 unutrašnjeg prstena.

## Biološko dejstvo
3,5-T2 je aktivan tiroidni hormon. On stimuliše TR-beta receptor tiroidnih hormona i time povišava utrošak energije. In vrši agonistički (tiromimetički) uticaj na miokardijsko tkivo i hipofizu, što dovodi do supresije TSH oslobađanja. 3,5-T2 je alosterni regulator citohrom c oksidaze, kompleksa IV lanca transporta elektrona. Dolazi do povećanja aktivnosti putem prevencije interakcije adenozin trifosfata (ATP) kao alosternog inhibitora.

## Klinički značaj
Kod obolelih od netireoidne bolesti su 3,5-T2 koncentracije povećane. To može da objasni zašto na pacijente sa sindromom niskog T3 supstituciona terapija tiroidnim hormonom nema uticaja.

## Spoljašnje veze
- 3,5-diiodothyronine на 